# Randowtal
Randowtal ist eine Gemeinde im Landkreis Uckermark im Nordosten Brandenburgs (Deutschland). Sie gehört dem Amt Gramzow an.

## Geografie
Die uckermärkische Gemeinde Randowtal liegt östlich der Kreisstadt Prenzlau und erstreckt sich vom Grundmoränengebiet zwischen den parallel verlaufenden Tälern der Ucker und Randow über den Endmoränenbogen am Westrand des Randowtales bis hin zur Randow, die die Landesgrenze zu Mecklenburg-Vorpommern bildet. Während die Talsohle des Randow-Urstromtales ca. 17 m ü. NHN liegt, erheben sich die Endmoränenhügel bis zu 80 m ü. NHN. Die von kleinen Seen gesprenkelte Landschaft wird abgesehen von kleinen Waldgebieten an den Hanglagen intensiv landwirtschaftlich genutzt.

## Gemeindegliederung
Zur Gemeinde Randowtal gehören die Ortsteile
- Eickstedt
- Schmölln
- Ziemkendorf

sowie die Wohnplätze Albrechtshof, Eickstedt Ausbau, Grenz, Räuberberg, Rollberg, Schwaneberg, Vogelsang, Wegnershof und Wollin.

## Geschichte
Eickstedt wurde 1271 erstmals in einer Urkunde erwähnt. Der Ortsname ist mit Dominus Fredericus de Ecstede und der verzweigten Familie von Eickstedt verbunden. Das Rittergeschlecht (um 1700 sind in Eickstedt drei Rittersitze belegt) herrschte im Gebiet zwischen Prenzlau und Randow. Der Name von Eickstedt tauchte später unter Kolonialoffizieren, hohen Beamten, Landräten und Forschungsreisenden auf.
1239 wurde Schmölln, 1288 Schwaneberg und Ziemkendorf erstmals urkundlich erwähnt.
Verwaltungsgeschichte
Eickstedt, Schmölln und Ziemkendorf gehörten seit 1817 zum Kreis Prenzlau in der preußischen Provinz Brandenburg und ab 1952 zum Kreis Prenzlau im DDR-Bezirk Neubrandenburg.
Am 1. Januar 1973 war Grenz nach Ziemkendorf eingemeindet worden, am 1. Januar 1974 wurden Wollin nach Eickstedt und Schwaneberg nach Schmölln eingegliedert.
Seit 1993 liegen die Orte im brandenburgischen Landkreis Uckermark.
Die Gemeinde Randowtal entstand am 31. Dezember 2001 aus dem Zusammenschluss der bis dahin selbstständigen Gemeinden Eickstedt, Schmölln und Ziemkendorf.

## Bevölkerungsentwicklung
| Jahr | Eickstädt | Schmölln | Ziemkendorf |      | Jahr  | Randowtal |      | Jahr | Randowtal |
| ---- | --------- | -------- | ----------- | ---- | ----- | --------- | ---- | ---- | --------- |
| 1981 | 501       | 833      | 189         | 2001 | 1 158 |           | 2020 | 882  |           |
| 1990 | 463       | 768      | 157         | 2005 | 1 080 |           | 2021 | 888  |           |
| 1995 | 411       | 704      | 136         | 2010 | 1 045 |           | 2022 | 887  |           |
| 2000 | 430       | 636      | 126         | 2015 | 932   |           | 2023 | 877  |           |
|      |           |          |             |      |       |           | 2024 | 876  |           |

Gebietsstand des jeweiligen Jahres, Einwohnerzahl: Stand 31. Dezember, ab 2011 auf Basis des Zensus 2011, ab 2022 auf Basis des Zensus 2022

## Politik

### Gemeindevertretung
Die Gemeindevertretung von Randowtal besteht aus zehn Gemeindevertretern und dem ehrenamtlichen Bürgermeister. Die Kommunalwahl am 9. Juni 2024 führte zu folgendem Ergebnis:
| Partei / Wählergruppe  | Stimmenanteil | Sitze |
| ---------------------- | ------------- | ----- |
| Zukunft für Randowtal  | 39,5 %        | 4     |
| Zusammen für Randowtal | 23,1 %        | 2     |
| AfD                    | 22,8 %        | 2     |
| Wir sind Randowtal     | 9,2 %         | 1     |
| Eickstedt              | 5,4 %         | 1     |

### Bürgermeister
- 2003–2014: Eva-Maria Christ[9]
- seit 2014: Axel Krumrey (Zukunft für Randowtal)[10]

Krumrey wurde in der Stichwahl der Bürgermeisterwahl am 30. Juni 2024 mit 64,5 % der gültigen Stimmen für eine weitere Amtszeit von fünf Jahren gewählt.

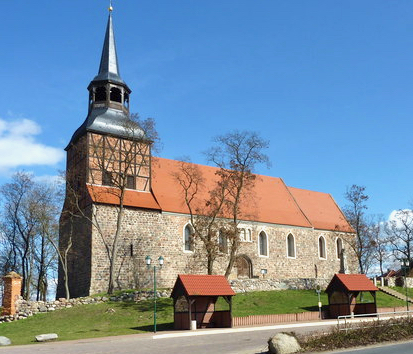
Kirche in Schmölln

## Sehenswürdigkeiten
- Reste einer Burg auf dem Räuberberg im Ortsteil Schmölln
- Feldsteinkirchen aus dem 13. Jahrhundert in Schmölln und Schwaneberg

Einträge in der Denkmalliste des Landes Brandenburg für die Gemeinde Randowtal finden sich in der Liste der Baudenkmale in Randowtal.

## Verkehr
Randowtal liegt an der Landesstraße L 25 zwischen Prenzlau und Penkun sowie der L 251 nach Brüssow. Durch den Südosten des Gemeindegebietes führt die Autobahn A 11 (Berlin–Stettin) mit der Anschlussstelle Schmölln.
Der nächste Bahnanschluss liegt im ca. 14 km entfernten Prenzlau an der Bahnstrecke Angermünde–Stralsund. Die Bahnstrecke Prenzlau–Löcknitz mit den Haltepunkten Eickstedt, Schmölln und Schwaneberg wurde am 30. Juni 1997 stillgelegt.